# Estación Horie
La estación Horie (堀江駅 Hori'e-eki?) es una estación de la línea Yosan de la Japan Railways que se encuentra en la ciudad de Matsuyama de la prefectura de Ehime. El código de estación es el "Y52".

## Estación de pasajeros
Cuenta con dos plataformas, entre las cuales se encuentran las vías. Cada plataforma cuenta con un andén (andenes 1 y 2). El andén 1 es el principal y los servicios rápidos utiliza el andén 2 (pero no se detienen).
El edificio de la estación es un vagón reciclado y la venta de pasajes está terciarizada.

### Andenes
| 1 | ● Línea Yosan | Hacia Hojo, Imabari, Nyugawa, Saijō, Niihama, Iyomishima, Kawanoe y Kanonji (los servicios rápidos no se detienen)                     |
| 1 | ● Línea Yosan | Hacia Matsuyama e Iyo (los servicios rápidos no se detienen)                                                                           |
| 2 | ● Línea Yosan | Hacia Hojo, Imabari, Nyugawa, Saijō, Niihama, Iyomishima, Kawanoe, Kanonji, Sakaide y Takamatsu (exclusivo para los servicios rápidos) |
| 2 | ● Línea Yosan | Hacia Matsuyama, Iyo, Yawatahama y Uwajima (exclusivo para los servicios rápidos)                                                      |

## Alrededores de la estación
- Ruta nacional 196
- Golfo de Horie (堀江湾 Hori'e-wan?)
- Puerto de Matsuyama
  - Puerto de Horie (堀江港 Hori'e-kō?)
- Balneario Horie (堀江海水浴場 Hori'e-kaisuiyokujō?)
- Onsen de Gonge

## Historia
- 1927: el 3 de abril se inaugura la estación Horie en simultáneo con el tramo de la línea Yosan que se extiende entre las estaciones de Iyohōjō y Matsuyama.
- 1987: el 1° de abril pasa a ser una estación de la división Ferrocarriles de Pasajeros de Shikoku de la Japan Railways.

## Estación anterior y posterior
- Línea Yosan 
  - Estación Kōyōdai (Y51) << Estación Horie (Y52) >> Estación Iyowake (Y53)